# Symphoromyia pullata
Symphoromyia pullata är en tvåvingeart som beskrevs av Daniel William Coquillett 1894. Symphoromyia pullata ingår i släktet Symphoromyia och familjen snäppflugor.
Artens utbredningsområde är Colorado. Inga underarter finns listade i Catalogue of Life.